# Die kleine Krankenschwester
Die kleine Krankenschwester (Originaltitel: Sestřičky, in der DDR: Krankenschwester Marie S.) ist ein tschechischer Film von Regisseur Karel Kachyňa, gedreht im Jahr 1983 in der Tschechoslowakei.

## Handlung
In den 1950er-Jahren ist Marie, die junge Krankenschwester, zur Strafe in das Grenzgebiet in ein Dorf versetzt worden. Von ihren älteren Kolleginnen übernimmt sie nicht nur Patienten, sondern auch Lebens- und Praxiserfahrungen.

## Kritik
„Angesiedelt zwischen der Entwicklungsgeschichte einer sensiblen jungen Frau und deftigem Volksstück, überzeugt der Film vor allem durch genaue Milieuschilderung, erscheint freilich gelegentlich allzu spekulativ.“